# Berufsförderungswerk Düren
Das Berufsförderungswerk Düren gGmbH ist ein überregionales Kompetenzzentrum für die berufliche Bildung und Integration von erwachsenen blinden und sehbehinderten Menschen mit Sitz in Düren, Nordrhein-Westfalen. Als anerkanntes Bildungs- und Beratungszentrum werden Menschen mit Sehbehinderung, Blindheit bzw. einer psychischen Erkrankung bei ihrer Rehabilitation und beruflichen Qualifizierung unterstützt.

## Angebote

### Vorbereitungslehrgänge
- Berufsvorbereitende Bildungsmaßnahme
- Rehabilitationsvorbereitungslehrgang für Sehgeschädigte mit Deutsch als Zweitsprache
- Blindentechnische Grundrehabilitation (BTG)
- Grundlehrgang Physikalische Therapie
- Rehabilitationsvorbereitungslehrgang (RVL)

### Ausbildungsangebote
- Beikoch
- Bürofachkraft
- Bürokaufmann
- Büropraktiker
- Fachkraft für Telefonmarketing
- Fachkraft für Textverarbeitung – Phonotypist
- Fachkraft Additive Fertigung
- Industriearbeiter
- Informatikkaufmann
- Kaufmann für Bürokommunikation
- Kaufmann für Dialogmarketing
- Medizinische Tastuntersucherin
- Servicefachkraft für Dialogmarketing
- Teilezurichter
- Telefonist
- Verwaltungsfachangestellter
- Fachkraft für medizinisches Schreiben

### Weitere Angebote
- Angestelltenlehrgang I
- Angestelltenlehrgang II
- Seminar „Beschwerdemanagement“
- E-Learning
- Kommunikation für den Beruf – Englisch und deutsche Rechtschreibung
- Kundenorientierung am Telefon
- Orientierungs- und Mobilitätstraining
- Qualifizierung für den Landesdienst